# Max Lieberg
Max Lieberg (* 22. Juli 1856 in Wolfhagen, Kurfürstentum Hessen; † 10. August 1912 in Kassel oder Cappel) war ein deutscher Historien- und Genremaler der Düsseldorfer Schule.

## Leben

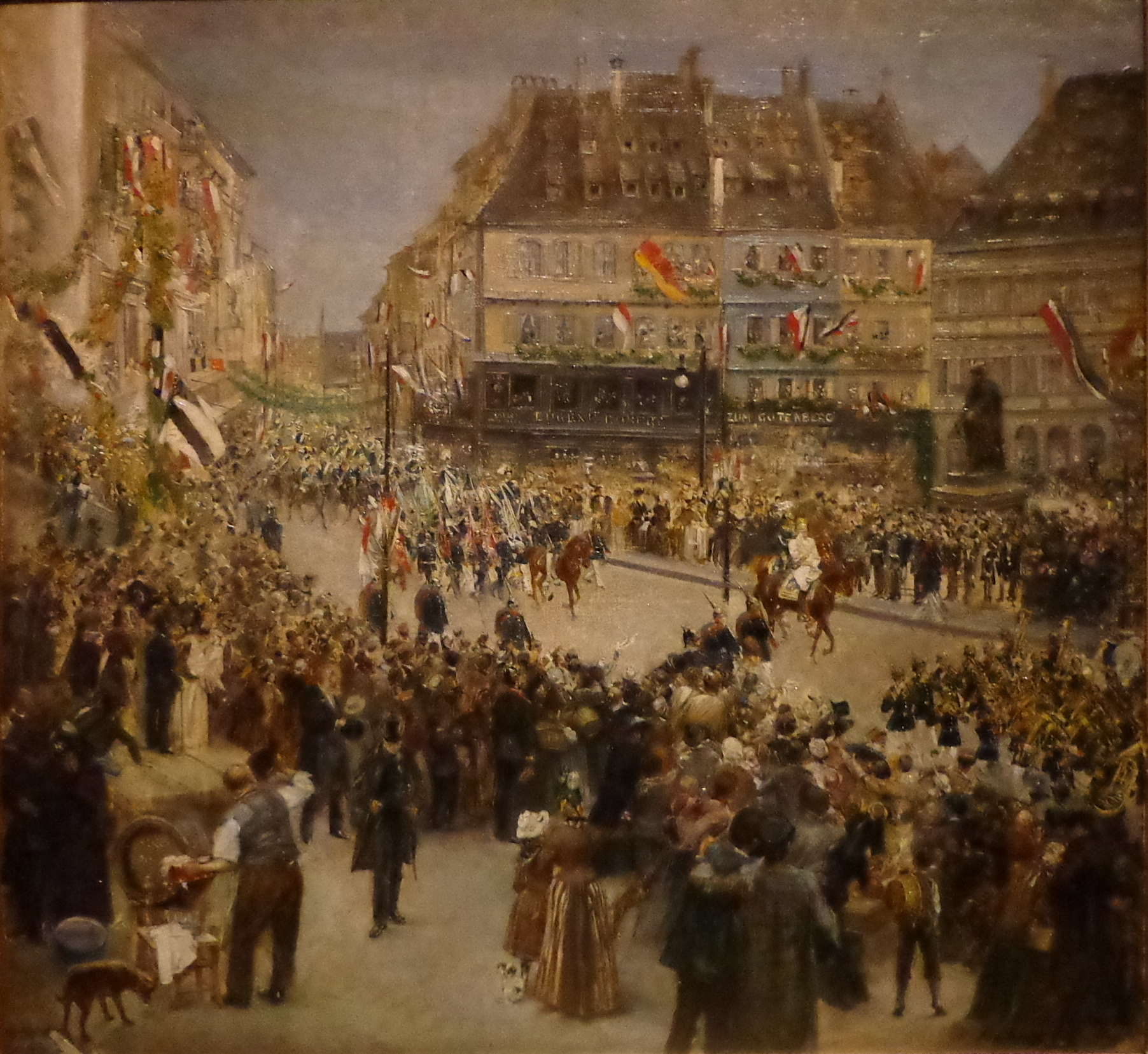
Der Einzug des Kaisers in Straßburg nach der Parade, 1890

Lieberg, einer von drei Söhnen des jüdischen Kaufmanns, Unternehmers und Messinghof-Besitzers Wolf Lieberg (1817–1889) und dessen Ehefrau Betty, geborene Hess (1824–1887), studierte ab 1873 an der Kunstakademie Kassel. 1875 wechselte er auf die Kunstakademie Düsseldorf. Dort waren bis zum Jahr 1884 Andreas und Karl Müller, Heinrich Lauenstein, Peter Janssen der Ältere, Julius Roeting und Eduard Gebhardt seine Lehrer. Seit 1890 lebte er in Kassel-Bettenhausen und richtete sein Atelier im ersten Stock des Messinghofes ein. Mit dem Historienbild Tanz der Kinder Israels um das goldene Kalb erhielt Lieberg im Jahr 1891 das Bose-Stipendium der Stadt Kassel. In Düsseldorf gehörte Lieberg zu den Mitgliedern des Künstlervereins Malkasten.
Er starb geistig umnachtet.

## Ausstellungen
- 1915: Ausstellung von Werken hessischer Maler des 19. Jahrhunderts, Kasseler Kunstverein
- 1922: Düsseldorfer Bildnismalerei der Vergangenheit, Kunstverein für die Rheinlande und Westfalen